# Unité monétaire asiatique

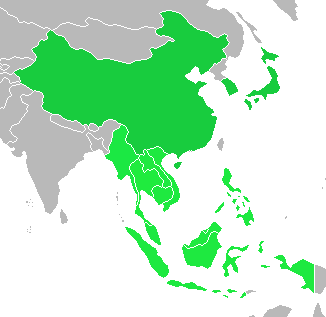
Carte du monde des états membres de l'ASEAN.(à ne pas oublier l'Australie, la Nouvelle-Zélande et l'Inde, qui compose l'AMU-wide).

L'unité monétaire asiatique (UMA ; en anglais Asian Monetary Unit, AMU) est un panier de monnaies proposé par l'Institut de recherche sur l'économie, le commerce et l'industrie (RIETI) du gouvernement japonais. Il est similaire à et prend modèle sur l’unité de compte européenne (ECU), qui a précédé l’euro. 
L'unité monétaire asiatique, qui a été créée en tant que projet commun du projet COE du XXIe siècle (?) de l'Université Hitotsubashi et de RIETI, est un panier monétaire commun composé de 13 monnaies est-asiatiques, à savoir celles des pays de l'ANASE 10, du Japon, de la Chine et de la Corée du Sud. Ces données sont publiées sur le site web de RIETI depuis septembre 2005. Quatre ans plus tard, un panier de monnaies commun composé des 13 monnaies de l'UMA et de trois autres pays, l'Australie, la Nouvelle-Zélande et l'Inde, étroitement liés aux pays asiatiques, est créé en tant que « AMU-wide ». L’« AMU-wide », qui est un panier monétaire commun composé d’un plus grand éventail de monnaies, devrait être utilisé comme un indicateur de surveillance correspondant aux économies régionales étendues. 
La méthodologie de calcul [pas clair]  de l'« AMU-wide » et des « AMU-wide Devation Indicators »[pas clair]  sont les mêmes que ceux de l'UMA. La période de référence est définie comme suit : 
- la balance commerciale totale des pays membres, et
- la balance commerciale totale des pays membres (à l'exclusion du Japon) avec le Japon, et
- la balance commerciale totale des pays membres avec le reste du monde

devrait tous être relativement proche de zéro[pas clair].

## Paniers de l'UMA
L'UMA est un panier composé de 13 devises. 
| Pays         | Devise                  |
| ------------ | ----------------------- |
| Brunei       | Dollar de Brunei        |
| Cambodge     | Riel cambodgien         |
| Indonésie    | Roupie indonésienne     |
| Laos         | Kip lao                 |
| Malaisie     | Ringgit malaisien       |
| Myanmar      | Kyat birman             |
| Philippines  | Peso philippin          |
| Singapour    | Dollar de Singapour     |
| Thaïlande    | Baht thaïlandais        |
| Vietnam      | Dong vietnamien         |
| Chine        | Yuan chinois (renminbi) |
| Japon        | Yen japonais            |
| Corée du Sud | Won sud-coréen          |

## Voir également
- Partenariat économique régional global
- Zone monétaire
- Initiative de Chiang Mai
- Union asiatique de compensation